# Pasquale Fancello
Pasquale Fancello, detto "Pascale Crodatzu" (Dorgali, 3 novembre 1891 – Roma, 13 febbraio 1953), è stato un anarchico italiano.

## Biografia
Di professione faceva il muratore, emigrò all'estero in cerca di fortuna e lavoro. Nel 1921 è in Belgio, poi si trasferisce in Francia dove, il 26 aprile 1923, è oggetto di un decreto d'espulsione, in seguito al quale poi sarà condannato il 24 novembre 1929 a 15 giorni di carcere per non aver obbedito a tali disposizioni. Nel 1929 risiede a Bray (Charleroi), dove diffonde il giornale anarchico "Bandiera Nera" (Bruxelles, 17 numeri dall'aprile 1929 al maggio 1931).
Espulso dal Belgio, vive clandestinamente in Francia, a Brest, dove continua la sua militanza anarchica. È sospettato di avere progettato, nel 1934, un attentato contro la barca italiana Artiglio; nella primavera del 1935, a Tolosa, è attivamente ricercato dai servizi segreti italiani. L'anno successivo, dopo le elezioni spagnole di febbraio a cui ha partecipato anche il "Fronte popolare" e la presa di posizione dei repubblicani spagnoli, si pronuncia senza mezzi termini contro qualsiasi partecipazione dei libertari alle elezioni. 
Durante la guerra civile spagnola si sposta frequentemente in Spagna, dove peraltro è presente una cospicua colonia di anarchici sardi, dando il suo contributo alla lotta antifranchista in svariate maniere. A Tolosa è polemico con i comunisti italiani, in particolare con gli stalinisti, da lui considerati quasi più pericolosi dei fascisti stessi. Nel 1941 si hanno notizie della sua presenza in Belgio. 
Dopo la seconda guerra mondiale Pasquale Fancello torna a Dorgali, in Sardegna, dove, nel 1947, partecipa attivamente al sostegno dello sciopero dei minatori del carbone del Sulcis-Iglesiente, per questo sarà arrestato insieme ad altri anarchici, tra cui Giuseppe Serra e i fratelli Montecucco. Come anarchico sardo è stato sempre diffidente verso le autorità e le istituzioni di ogni tipo. Trasferitosi nella penisola, nel 1950 è condannato dal tribunale di Roma a otto mesi di prigione per un articolo pubblicato su "Umanità Nova" a favore delle occupazioni delle terre. Anche a Dorgali il problema delle terre e dei pascoli provocò momenti drammatici. Uno di questi avvenne nel mese di novembre del 1943: 500 pastori e contadini capeggiati da "Pascale Crodatzu" occuparono i pascoli di Isalle e Orrule, introducendo il loro bestiame. Terre considerate da sempre come comunali furono causa di interminabili vertenze legali e lotte sociali.
Per riconoscere "il diritto alla terra a chi la lavora", il 22 novembre 1943 alcuni manifestanti occuparono gli uffici municipali e distrussero arredi e documenti.
Intervennero i soldati e uno di questi, impaurito, sparò un colpo che colpì un giovane contadino di 28 anni, Leonardo Masuri, che morì la stessa notte nell'ospedale di Nuoro.
Poco tempo dopo il soldato che sparò fu assassinato da ignoti, sotto il portico, tra via Roma e Corso Umberto.
Nel 1950 Fancello fu chiamato a Roma a lavorare al giornale degli anarchici "Umanità Nuova". Morì nella capitale il 13 febbraio 1953 ed è sepolto al Cimitero del Verano.
Sulla sua tomba si leggono le seguenti parole: "A Pasquale Fancello che, dalla natia Sardegna, diede alla causa degli oppressi i tesori della sua fede e del suo animo ribelle".
| Controllo di autorità | VIAF (EN) 308178985 · ISNI (EN) 0000 0004 3071 9905 · LCCN (EN) no2014011002 · GND (DE) 1048649628 |